# 밸리 칼리지역
밸리 칼리지 역(Valley College)역은 로스앤젤레스 메트로 버스웨이의 주황선의 역중 하나이다. 인접한 로스엔젤레스 밸리 대학의 이름을 따서 명명되었다.
역은 샌 페르난도 밸리 동부 버뱅크 대로(Burbank Boulevard)와 풀턴 애비뉴(Fulton Avenue)에 위치한 로스앤젤레스의 밸리 글렌 지구에 있다.

## 운행 정보

### 역 구조
| 동행 | 주황선 | 채츠워스 방면 (우드먼)         |
| 서행 | 주황선 | 노스할리우드 방면 (로럴캐니언) |

이 역의 바닥 벽화와 울타리 예술은 로라 런던의 "이전 위치/현대 초상(Former Location/ Contemporary Portrait)"이다. 이 작품은 롤링 스톤즈의 1960년대 대규모 인물 앨범을 포함하여 록앤롤 시대와 그 유행을 반영하는 몇 개의 구식 흑백 사진을 묘사한다. 작품의 장소는 또한 옛 밸리 칼리지(Valley College)가 존재했던 곳으로, 현재는 캘리포니아 주립 대학교 노스리지가 있다. 바닥 벽화는 단순히 흑백의 노년기 상징주의를 묘사하고 있다.

### 메트로 버스웨이 운행 정보
메트로 버스웨이 주황선은 매일 24시간 운행한다.

### 연결 가능한 버스노선
- 메트로 로컬: 167, 237
- LADOT 커뮤터 익스프레스: 549
- LADOT DASH: Van Nuys/Studio City(밴나이즈/스튜디오 시티)

### 인근 역세권
- 로스 앤젤레스 밸리 대학(Los Angeles Valley College)
- 메트로 오렌지 라인 자전거 경로 - 역에 인접.